# Accademia della Crusca
Accademia della Crusca osnovana je 1583. u Firenci. Smatra se najstarijim jezikoslovnom društvom. Društvo se bavi istraživanjem i očuvanjem talijanskog jezika.
1612, Društvo je izdalo Vocabulario degli Accademici della Crusca, prvi rječnik na talijanskom jeziku, koja je objavljena nekoliko puta.
Simbol akademije a je mlin jer je čistoća brašna služila kao metafora za čistoću jezika. 

## Vanjske poveznice
- Službena stranica (talijanski, engleski)